# Wolfschlugen
Wolfschlugen è un comune tedesco di 6 264 abitanti, situato nel land del Baden-Württemberg.